# Under a Funeral Moon
Under a Funeral Moon — третій студійний альбом норвезького блек-метал-гурту Darkthrone, що вийшов у 1993 році. Він був записаний у червні 1992 року і випущений 15 лютого 1993 року на лейблі Peaceville Records . Це був останній альбом, у записі якого брав участь гітарист Zephyrous (Івар Енгер), який покинув гурт незабаром після випуску.

## Про альбом
Попередній альбом Darkthrone, A Blaze in the Northern Sky, вважається їхнім першим релізом у стилі блек-метал, хоча в ньому збереглися деякі елементи раннього дез-метал звучання гурту . Барабанщик і лідер гурту Фенріз сказав, що Darkthrone почали писати Under a Funeral Moon наприкінці 1991 року, щоб створити «чисто блек-метал альбом» .
Альбом був записаний у Creative Studios у Колботні в червні 1992 року. Якість звуку стала помітно нижчою, ніж на попередній роботі гурту. Також вокал завжди супроводжувало ехо. Це було зроблено для того, щоб створити більш «холодну» та «похмуру» атмосферу . Людина, яку можна бачити на обкладинці альбому - вокаліст і басист Nocturno Culto. У 2001 році диск було перевидано. У 2003 році альбом знову перевиданий у форматі дігіпак і ремастований, як бонус також було додано відео-інтерв'ю з гуртом.

## Рецензії
Death Metal Underground відзначають, що альбом є естетичним зрушенням у жанрі, що робить Darkthrone першою блек-металевою групою, в якій дисторшн визначає і рухає всю музику на альбомі, а не тільки гітари. 

## Список композицій
Вся музика написана Фенрізом, за винятком 1, 3 (Nocturno Culto) і 4,7 (Zephyrous). Вся лірика - Фенріз.
| #     | Назва                                | Тривалість |
| ----- | ------------------------------------ | ---------- |
| 1.    | «Natassja in Eternal Sleep»          | 3:33       |
| 2.    | «Summer of the Diabolical Holocaust» | 5:18       |
| 3.    | «The Dance of Eternal Shadows»       | 3:43       |
| 4.    | «Unholy Black Metal»                 | 3:30       |
| 5.    | «o Walk the Infernal Fields»         | 7:50       |
| 6.    | «Under a Funeral Moon»               | 5:06       |
| 7.    | «Inn i de dype skogers favn»         | 5:25       |
| 8.    | «Crossing the Triangle of Flames»    | 6:12       |
| 40:37 |                                      |            |

## Учасники запису
- Fenriz - ударні, лірика
- Nocturno Culto - бас, вокал
- Zephyrous - гітара